# Sabuqueteguim de Gásni
Abu Almançor Naceradim Daulá Sabuqueteguim, Sabuquetiguim, Sebuquetiguim ou Sebuqueteguim (em persa: أبو منصور نصر الدين والدولة; romaniz.: Abu Mansur Naser ad-Din wa'l-Dawla Sabuktegin, Sabuktigin, Sebuktigin, Sebuktegin; 942, Barscã - agosto ou setembro de 997, Madre e Mui), mais conhecido só como Sabuqueteguim, Sabuquetiguim, Sebuquetiguim ou Sebuqueteguim, foi um oficial turcomano do século X que fundou a dinastia gasnévida (r. 977–1186) e foi governador de Gásni de 977 até a sua morte em agosto de 997. Originalmente um escravo militar (gulam) do comandante samânida Alpetequim, em 977 ascendeu como governador de Gásni nominalmente sob os samânidas, mas agiu independentemente do emir de Bucara. Na posição, expandiu o Islão para Cabul e o vale do Helmande e formou a base do Império Gasnévida que substituiria o Império Samânida (r. 819–999). Foi sucedido por seu filho Ismail (r. 997–998).

## Vida
Os detalhes dos primeiros anos da vida de Sabuqueteguim são conhecidos com um Pandenama (testamento de conselho) atribuído a ele, que consiste numa epístola do gênero espelhos de príncipes, que foi preservada pelo historiador do século XIV Maomé Xabacarai e o historiador gúrida e de Déli do século XIII Jusjani citando parte dos volumes do historiador gasnévida do século XI Baiaqui. Nessas fontes, é dito que nasceu em Barscã, no atual Quirguistão, nos anos 940, quiçá 942, e possivelmente era membro de uma clã dos carlucos turcomanos. No Período Gasnévida Tardio, genealogistas fabricaram e exaltaram sua ancestralidade (náçabe) ao ligarem um chefe turcomano das estepes com uma filha do última xá sassânida Isdigerdes III (r. 632–651). O nome de seu pai, colocam-as, seria Juque ibne Cara Bajecã.

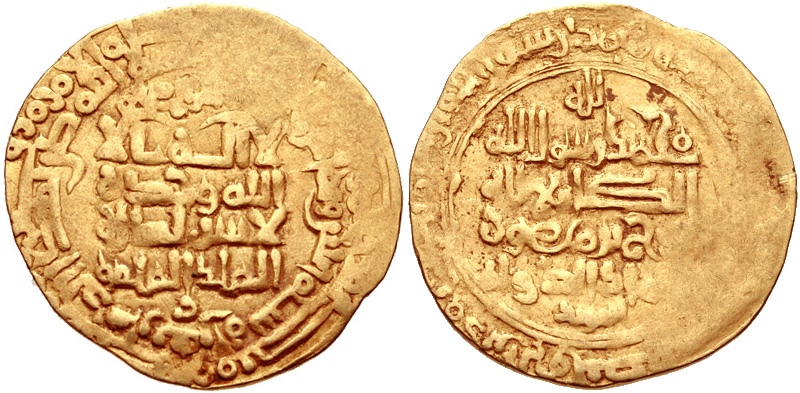
Dinar de r.

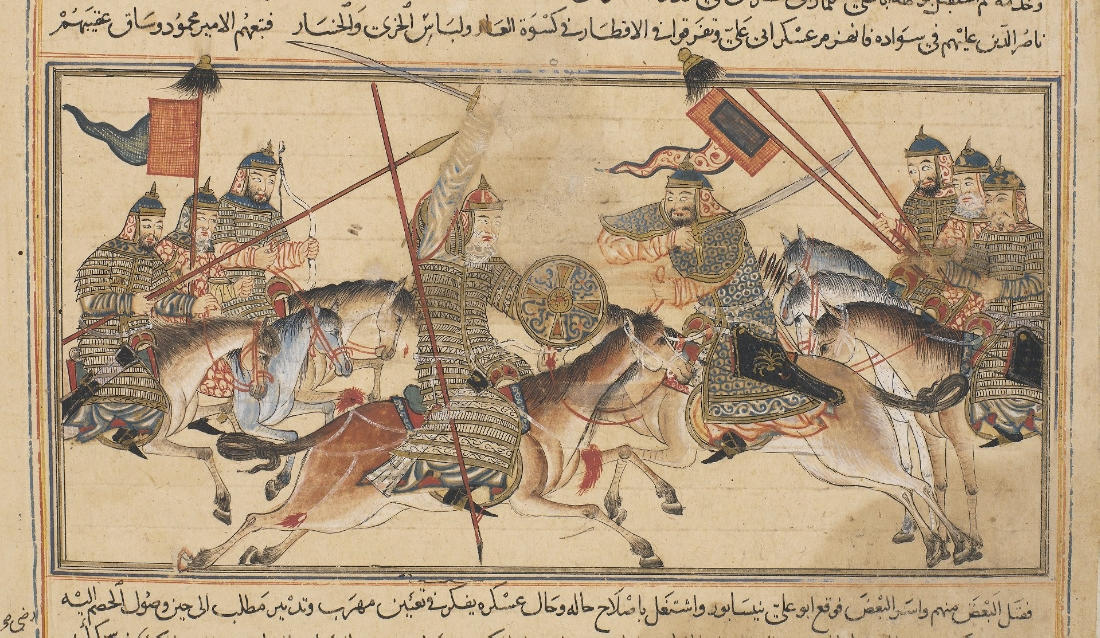
Iluminura do Jami' al-Tawarikh ("Compêndio das Crônicas") representando a luta contra os rebeldes no Coração em 994

Teria sido levado como escravo para Naqueçabe na Transoxiana e depois adquirido pelo comandante samânida Alpetequim, em cujo serviço ascendeu rapidamente. Em 961, quando seu mestre abandonou a capital Bucara após um golpe de Estado falho e se dirigiu para Gásni, o acompanhou. Após uma série de comandantes turcos na cidade, em 977 foi escolhido como novo líder, nominalmente como governador samânida, mas na prática agiu independentemente. Na inscrição em sua tumba, aparece estilizado hájibe alajal (lit. "comandante mais exaltado"), o que indica que detinha a designação de hájabe alcabir quando estava em serviço dos samânidas. De sua base, começou a se expandir. Em 977-978, estendeu seus domínios a sudeste a jusante do vale do Helmande a Rocaje e Boste, onde subjugou outro grupo gulam que se estabeleceu décadas antes na região sob o general Carateguim Isfijabi, e então a Cosdar, no norte do Baluchistão. Em 986-987, marchou a jusante do vale do Cabul através de Laguemã para Pexauar e duas vezes derrotou o rajá xaí hindu de Uainde, Jaipal, permitindo a introdução do islamismo nestas regiões.
Em 994-995, a convite do emir Nu II (r. 976–997), interveio com seu filho Mamude militarmente na região do Oxo superior e Coração contra os generais rebeldes Faique Cassa e Abu Ali Sinjuri. Com a ameaça neutralizada, Mamude foi enviado com uma força contra Bucara para intimidar Nu II. No caminho de volta para Gásni, Sebuqueteguim morreu na vila de Madre e Mui, ao norte do Indocuche, em agosto ou setembro de 997. Com sua morte, foi sucedido pelo reinado efêmero seu filho Ismail (r. 997–998). De seu reinado se sabe que reorganizou a administração de modo a conceder terras em torno de Gásni aos gulans que o apoiram e parece que conseguiu os serviços de alguns oficiais e secretários persas e árabes, sobretudo após sua campanha contra Boste, como o poeta e estilista Abu Alfate Bosti, que chefiou a chancelaria até a morte do gasnévida. Após sua morte, Sebuqueteguim adquiriu a reputação de emir justo (amir e adel), enfatizado por anedotas sobre sua justiça em Baiaqui, mas parece não haver nenhuma evidência concreta de tal traço de caráter ou mesmo de quaisquer outros aspectos de sua personalidade.